# Кольцова-Мосальская, Елена Михайловна
Княгиня Елена Михайловна Кольцова-Мосальская, урождённая Гика (22 января 1828, Бухарест, Валахия — 15 ноября 1888 Флоренция, Италия) — румынская художница, писательница и альпинистка, которая долгое время жила в России. Печаталась под псевдонимом Дора д’Истрия (Dora d’Istria).

## Биография
Елена Гика происходила из княжеского рода Гика (Ghika), истоки которого ищут в Албании. Выходцы этого рода с середины XVII века были молдавскими и валахскими господарями. Её отцом был князь Михай Гика, а господарю Молдавии Григорию ІV Гика она приходилась племянницей.
Княгиня Кольцова-Мосальская получила в юности прекрасное образование, которое затем продолжила за границей. Была полиглотом, свободно владела более, чем десятью языками, в том числе румынским, русским, итальянским, немецким, английским, французским, латинским, древне- и новогреческим, албанским и др. В столице Пруссии она произвела большое впечатление на Александра фон Гумбольдта своим знанием древнегреческого языка.
В 1849 году в Яссах вышла замуж за русского офицера князя Александра Кольцова-Мосальского. Супруги жили в России до смерти князя в 1875 году.
Затем Е. М. Кольцова-Мосальская много путешествовала по странам Европы, посетила Швейцарию, Францию, Ирландию, Грецию и Анатолию. Побывала в США.
В 1885 году поднялась с проводником на вершины Монблан и Мёнх в Альпах, став, таким образом, первой русской альпинисткой.
По состоянию здоровья вынуждена была переселиться из России в Италию во Флоренцию, где прожила до своей смерти. Умерла от ущемления грыжи, похоронена на городском кладбище Треспиано.

## Творчество
Рано проявившиеся художественные наклонности развивала, обучаясь живописи в Дрездене, затем в Вене, Венеции и Берлине. 

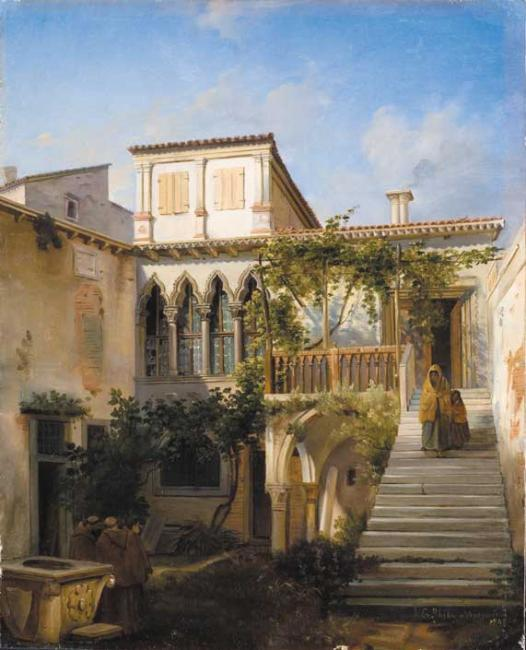
Пейзаж кисти Кольцовой-Масальской

В Санкт-Петербурге Е. М. Кольцова-Мосальская активно участвовала в художественной жизни столицы. За свои пейзажи, выставленные в Академии художеств, была удостоена награды. Полотна княгини, отличающиеся тонким письмом и насыщенным колоритом, в основном, изображали природу и архитектуру стран южной Европы. Являлась представительницей русского и западноевропейского художественного направления бидермейер.
В 1855 году выступила на литературном поприще с книгой «La vie monastique dans l’Eglise orientale» (которая потом неоднократно переиздавалась). Писала на французском под псевдонимом Графиня Дора Д’Истриа (Comtesse Dora d’Istria).
Написала ряд статей по истории искусства, литературы, политическим, социальным и религиозным вопросам в журналах и газетах почти всех европейских стран. Своими литературными произведениями и публицистикой приобрела известность в Европе.
Состояла членом многих европейских научных обществ, в частности, Итальянской Академии.
В 1884 году получила от Академии художеств 2 серебряную медаль за пейзажную живопись.
Греческим парламентом ей было присвоено звание «великой гражданки» и почётное гражданство от многих итальянских городов.

## Сочинения

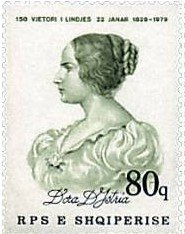
Дора д’Истрия на почтовой марке Албании 1979 г

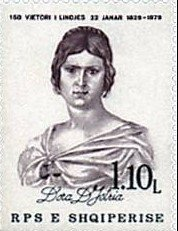
Дора д’Истрия на почтовой марке Албании 1979 г

- La vie monastique dans l’Eglise orientale (1855, 3-е изд., 1858);
- Les femmes en Orient (Цюрих, 1858; по-русски в «Заграничном Вестнике», 1865);
- Excursion en Roumelie et en Moree (Цюрих, 1858);
- Des femmes par une femme (Цюрих, 1864; русский перевод СПб., 1866);
- Les roumains et la papaute;
- La poesie des Ottomans (П., 1877, 2-е изд.);
- Gli Albanesi in Rumenia (история князей Гика в XVII—XIX веках) (2-е изд., Флоренция, 1873);
- ряд статей в журналах и газетах.

## Общественная работа
Е. М. Кольцова-Мосальская (Гика) была избрана:
- Почётным членом Афинского археологического общества (1860),
- Членом Французского Географического общества (1866),
- Член-корреспондентом Венецианской академии (1868),
- Почётным членом Академии Милана (1868),
- Почётным членом научных обществ Триеста и Афин (1870),
- Почётным президентом национального гимнастического общества Константинополя (1870),
- Почётным президентом общества Elicona Смирна (Азия) (1871),
- Членом Академии в Урбино (1871),
- Член Общества по развитию итальянского театрального искусства во Флоренции (1872),
- Почётным вице-президентом Ассоциации содействия образованию греческих женщин (1872),
- Членом римской академии (1873),
- Почётным членом неапольской Академии Pitagorica (1873)
- Членом Национальной академии искусств Барселоны,
- Членом Института археологии Буэнос-Айреса (1873),
- Членом Итальянского общества по изучению Востока (1873) и др.

## Семья
Муж — Александр Александрович Кольцов-Масальский (1826—1875), генерал-лейтенант.